# Olympische Winterspiele 2014/Teilnehmer (Indien)
| Gelbes Symbol für Goldmedaillen mit stilisierten Olympischen Ringen | Graues Symbol für Silbermedaillen mit stilisierten Olympischen Ringen | Braundes Symbol für Bronzemedaillen mit stilisierten Olympischen Ringen |
| ------------------------------------------------------------------- | --------------------------------------------------------------------- | ----------------------------------------------------------------------- |
| —                                                                   | —                                                                     | —                                                                       |

Indien nahm mit drei Athleten an den Olympischen Winterspielen 2014 in Sotschi teil. Bis zum 10. Februar bestand die Teilnahme lediglich als unabhängige Olympiateilnehmer, da das nationale Olympische Komitee Indiens seit Dezember 2012 wegen Nichteinhaltung von IOC-Richtlinien bei seiner anstehenden Funktionärswahl vom Internationalen Olympischen Komitee suspendiert war und diese auch bis zum Beginn der Winterspiele 2014 nicht durchgeführt hatte.

## Sportarten

### Rodeln
| Athlet         | Wettbewerb | Lauf 1   | Lauf 1 | Lauf 2   | Lauf 2 | Lauf 3   | Lauf 3 | Lauf 4   | Lauf 4 | Gesamt       | Gesamt |
| Athlet         | Wettbewerb | Zeit     | Rang   | Zeit     | Rang   | Zeit     | Rang   | Zeit     | Rang   | Zeit         | Rang   |
| -------------- | ---------- | -------- | ------ | -------- | ------ | -------- | ------ | -------- | ------ | ------------ | ------ |
| Männer         |            |          |        |          |        |          |        |          |        |              |        |
| Shiva Keshavan | Einsitzer  | 53,905 s | 35     | 55,203 s | 38     | 54,706 s | 37     | 53,335 s | 34     | 3:37,149 min | 37     |

### Ski Alpin
| Männer - Himanshu Thakur Riesenslalom: 72. Platz |

### Skilanglauf
| Männer - Nadeem Iqbal 15 km klassisch: 85. Platz |